# Lecane ligona
Lecane ligona is een raderdiertjessoort uit de familie Lecanidae. De wetenschappelijke naam van deze soort is voor het eerst geldig gepubliceerd in 1901 door Dunlop.